# Arthur Sewall
Arthur Sewall (Bath, 25 novembre 1835 – Small Point, 5 settembre 1900) è stato un politico statunitense.
Proveniente dal Maine, fece parte del Democratic National Committee dal 1888 fino al 1896.